# Sioux Rapids
Sioux Rapids és una població dels Estats Units a l'estat d'Iowa. Segons el cens del 2000 tenia 720 habitants.

## Demografia
Segons el cens del 2000, Sioux Rapids tenia 720 habitants, 306 habitatges, i 201 famílies. La densitat de població era de 339 habitants/km².
Dels 306 habitatges en un 27,5% hi vivien nens de menys de 18 anys, en un 52,6% hi vivien parelles casades, en un 9,8% dones solteres, i en un 34% no eren unitats familiars. En el 31,7% dels habitatges hi vivien persones soles el 16,7% de les quals corresponia a persones de 65 anys o més que vivien soles. El nombre mitjà de persones vivint en cada habitatge era de 2,28 i el nombre mitjà de persones que vivien en cada família era de 2,84.
Per edats la població es repartia de la següent manera: un 24,9% tenia menys de 18 anys, un 7,1% entre 18 i 24, un 22,5% entre 25 i 44, un 21,9% de 45 a 60 i un 23,6% 65 anys o més.
L'edat mediana era de 42 anys. Per cada 100 dones de 18 o més anys hi havia 86,6 homes.
La renda mediana per habitatge era de 33.250 $ i la renda mediana per família de 40.417 $. Els homes tenien una renda mediana de 35.000 $ mentre que les dones 18.929 $. La renda per capita de la població era de 16.759 $. Entorn del 5,8% de les famílies i el 6,4% de la població estaven per davall del llindar de pobresa.

## Poblacions més properes
El següent diagrama mostra les poblacions més properes.